# Overture to a Picaresque Comedy
Overture to a Picareste Comedy est une œuvre symphonique du compositeur britannique Arnold Bax, composée en 1930.

## Contexte
Bax écrit son Overture en 1930 alors qu'il séjourne chez la jeune Mary Gleaves, qu'il a rencontrée pour la première fois en 1926 et sur laquelle il s'appuie de plus en plus au fil des ans, bien que leur relation reste apparemment inconnue d'Harriet Cohen jusqu'à sa mort après leur séparation en 1947. Selon la coutume de l'époque, il se rend avec elle sur la côte ouest de l'Écosse, à Morar (en), à l'automne 1930, et c'est là qu'il écrit son ouverture et travaille à sa quatrième symphonie. Il dédie la première œuvre à Hamilton Harty, qui la créée avec le Hallé Orchestra à Manchester en novembre 1931 et la présente au public londonien au mois de février suivant.

## Analyse
Décrite par Harriet Cohen comme un pastiche et écrite apparemment en réponse à un défi consistant à écrire une œuvre dans le style de Richard Strauss, l'ouverture est destinée à un grand orchestre, splendidement déployé dans la représentation d'un Eulenspiegel anglais et de ses aventures. Les thèmes comprennent un thème héroïcomique pour clarinette basse, basson et tuba, un Sancho Panza répondant à l'ouverture animée des cordes. Il y a des touches de romantisme et d'exubérance, avant une section prédominante pour les cordes, marquée molto moderato et interrompue brièvement par une bribe d'une valse du baron Ochs qui reviendra lorsque l'histoire mouvementée approchera de sa conclusion.